# Dian Wei
Dian Wei (Juwu, ... – Wancheng, 197) è stato un generale cinese, al servizio di Cáo Cāo, ultimo primo ministro della Dinastia Han e signore della guerra nell'epoca dei Tre Regni.
Guardia del corpo personale di Cáo Cāo, Dian Wei era famoso per la sua enorme forza fisica e per la sua grande abilità nel maneggiare due alabarde bipenni che si dice pesassero 40 jin (circa 20 kg) ciascuna.
Dian Wei combatté nella Battaglia di Wancheng, nella quale Cáo Cāo venne attaccato e costretto alla fuga da Zhang Xiu; con pochi uomini affrontò i nemici per consentire la fuga al suo signore ed alla fine venne ucciso.
Dian Wei è entrato a far parte della storia e della leggenda cinese: oltre ad essere citato nelle cosiddette Cronache dei Tre Regni, uno scritto coevo considerato la fonte ufficiale della storia del periodo, il suo personaggio è uno dei principali del romanzo storico Racconto dei Tre Regni, dello scrittore del XIV secolo Luo Guanzhong, da cui è stata tratta la serie televisiva cinese omonima, ed è stato rappresentato anche nella serie di videogiochi Dynasty Warriors.